# ワンダー・プロダクション
株式会社ワンダーは、日本の芸能事務所。2019年7月1日設立。所在地は、東京都渋谷区千駄ヶ谷。俳優のマネージメント業務のほか、舞台等の企画制作を手掛けている。
かつては有限会社ワンダー・プロダクションとして営業していたが、2019年6月30日に解散し、同年7月1日より新規法人として再スタートした。

## 概説
- 1972年、俳優座脱退した俳優の市原悦子が、同じく脱退した、夫で演出家の塩見哲とともに「番衆プロ」を設立。
- 1987年4月、「有限会社ワンダー・プロダクション」を設立。塩見哲が初代社長となった。
- 塩見の死去後は市原のマネージャーの「熊野勝弘」が社長を務めていたが、実質的なオーナーである市原の死去に伴い2019年6月30日で営業終了・解散とした。解散後、「探偵!ナイトスクープ」の構成やドラマ・舞台の脚本・演出を手掛ける劇作家「元生茂樹」が、残った俳優・スタッフを引き継ぎ新規法人「株式会社ワンダー」を設立。同年8月1日に再スタートした。

## 所属俳優
- 石井めぐみ
- 木村美月
- 今橋由紀
- 藤井びん

## 過去の所属俳優
- 市原悦子（在籍中に死去）
- 石井トミコ（故人）
- 鯨エマ
- 水木薫
- 末広ゆい
- 村上聡美
- 大草理乙子
- 村松恭子
- 富岡英里子
- 松原夏海（元AKB48）
- 大久保鷹
- 志賀圭二郎
- 近童弐吉
- 越村公一
- 岩崎聡子

## 過去の関係者
- 塩見哲（演出家、初代社長）